# Wildpark Bad Marienberg
Koordinaten: 50° 39′ 3,6″ N, 7° 56′ 5,5″ O
Der Wildpark Bad Marienberg liegt auf der Zinhainer Höhe am westlichen Stadtrand von Bad Marienberg. Auf einer Fläche von 20 Hektar sind rund 100 Tiere untergebracht, darunter Alpakas, Wisente, Nandus, Rot- und Schwarzwild. Ein vier Kilometer langer Rundweg führt durch das Wald- und Wiesengelände des Wildparks. Der Weg ist Teil des Westerwaldsteigs. Der gesamte Wildpark ist ganzjährig kostenlos zugänglich.
Für Kinder sind ein Streichelzoo und ein Abenteuerspielplatz eingerichtet. 
Direkt am Wildpark befindet sich eine eigenständige Falknerei, die, unter anderem, täglich Flugschauen anbietet. 

## Hedwigsturm

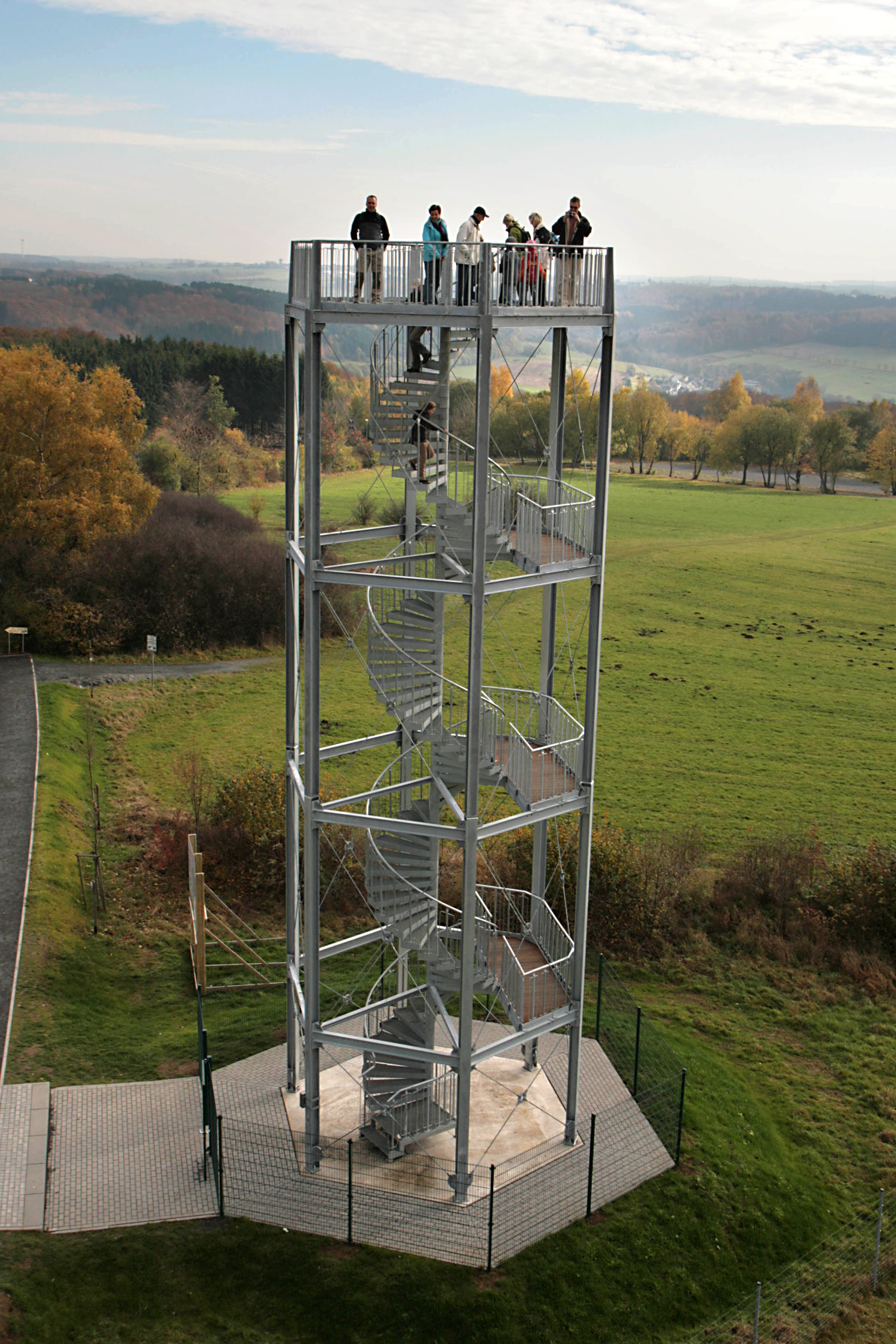
Bad Marienberg Hedwigsturm

Am Rande des Wildparks wurde 2008 der Hedwigsturm aufgestellt, ein 17,3 Meter hoher sechseckiger Aussichtsturm. Ganz oben befindet man sich auf einer Höhe von 550 m ü. NHN und hat einen Fernblick in den Westerwald, das Siebengebirge, den Taunus und die Eifel. Die offene Stahlbauweise erinnert an eine sechseckige Basaltsäule. 

## Weblink
- Webpräsenz